# Provinciaal gerechtshof in Gelderland
Het provinciaal gerechtshof in Gelderland was van 1838 tot 1876 een van de provinciale hoven in Nederland. Het hof had zijn zetel in het Paleis van Justitie aan de Markt in  Arnhem. Dat gebouw werd volledig verwoest bij de slag om Arnhem in 1944. Het rechtsgebied van het hof kwam overeen met de provincie Gelderland en was verdeeld in vier arrondissementen: Arnhem, Nijmegen, Zutphen en Tiel. De arrondissementen waren op hun beurt verdeeld in 22 kantons.
Toen in 1876 de provinciale hoven werden opgeheven werd Arnhem zetel van het Gerechtshof Arnhem. 